# Entité d'intérêt public
Pour les articles homonymes, voir EIP.
Les entités d'intérêt public, ou EIP sont les entreprises dont les titres sont soumis à un marché règlementé, ainsi que les banques et les compagnies d'assurances. Les cabinets de commissariat aux comptes auditant de telles entreprises doivent pour cela détenir un mandat spécifique, et font l'objet de conditions de contrôle particulières.